# 渡島支廳
渡島支廳，為過去位於日本北海道道南地方的支廳，支廳辦公室設於函館市，已於2010年隨著北海道廢除支廳被改組為渡島綜合振興局。

## 歷史
- 1897年11月：
  - 設置函館支廳，下轄原渡島國龜田郡之函館區。
  - 設置松前支廳，下轄原渡島國松前郡。
  - 設置龜田支廳，下轄原渡島國上磯郡、龜田郡之函館區以外村莊、茅沼郡、山越郡。[1]
- 1899年10月01日：函館區改為自治區，並廢除原本的函館支廳，同時龜田支廳的治所遷往函館而更名為函館支廳。
- 1903年12月：松前支廳併入函館支廳。
- 1922年08月01日：改名為渡島支廳。
- 2010年04月01日：北海道廢除支廳，改設為渡島綜合振興局。

## 行政區域

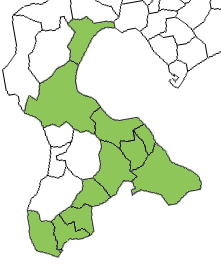
渡島支廳行政區域

- 市部：函館市、北斗市
- 松前郡：松前町、福島町
- 上磯郡：知內町、木古內町
- 龜田郡：七飯町
- 茅部郡：鹿部町、森町
- 山越郡：長萬部町
- 二海郡：八雲町

## 觀光
- 函館山、函館夜景（與拿波里、香港並列世界三大夜景）
- 金森倉庫群
- 湯之溫泉（北海道最早被開發的溫泉）

## 交通

### 機場
- 函館機場

### 港口
- 函館港（北海道重要國際港口）

### 道路
- 青函隧道（本洲～北海道）